# Mesendoderm

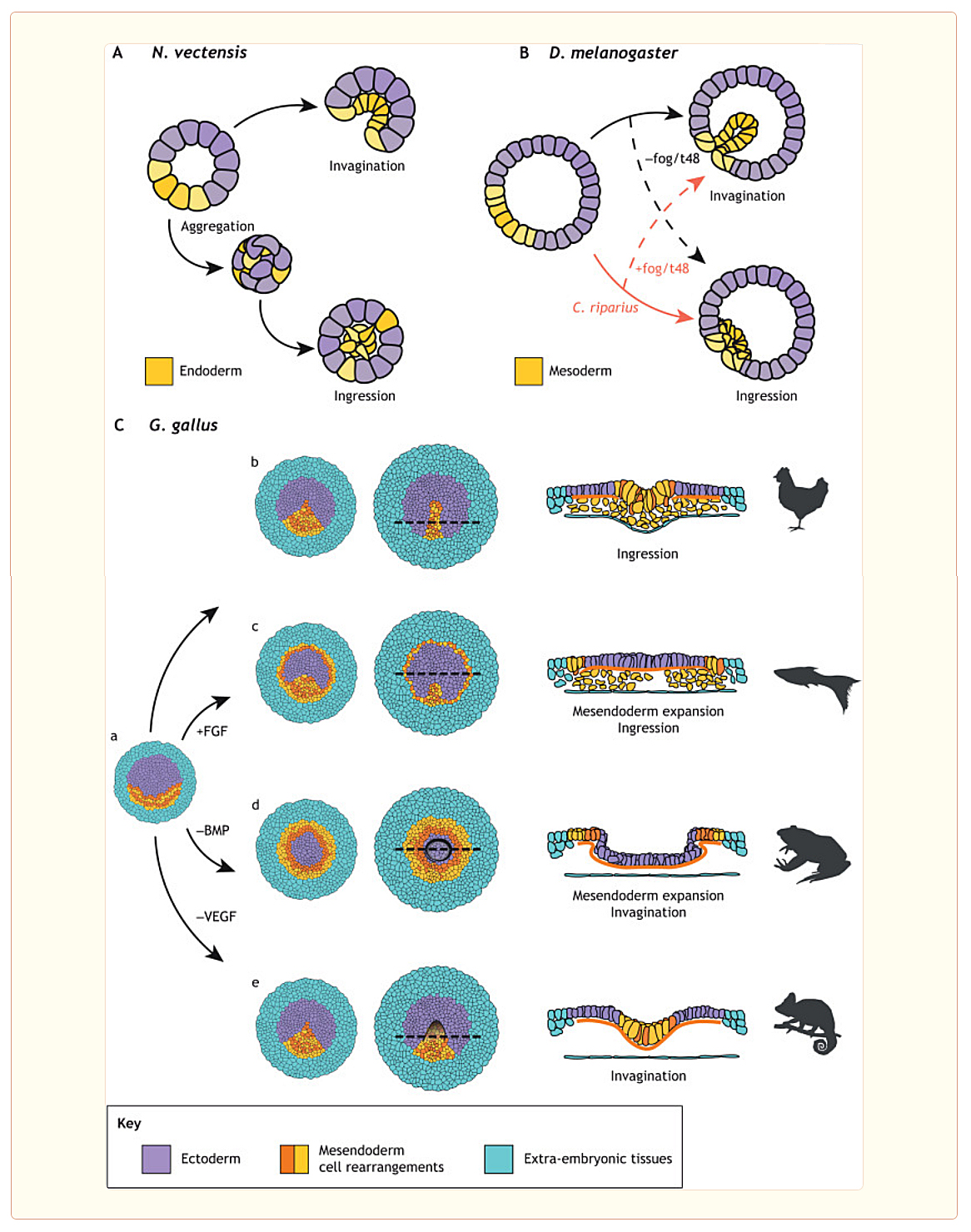
Experimentele manipulatie van de gastrulatie in verschillende organismen.

Tijdens de gastrulatie worden de cellen gedifferentieerd naar het ectoderm of mesendoderm. Het mesendoderm is een tijdelijk weefsel, waaruit tijdens de gastrulatie het endoderm en mesoderm worden gevormd.
Met de opmerkelijke uitzondering van zee-egels scheiden de meeste soorten aanvankelijk ectodermprecursors van voorlopercellen uit, die aanleiding geven tot het endoderm en mesoderm. Bij Caenorhabditis elegans, zee-egels en de zebravis is het mesoderm afkomstig van bipotentiële voorlopers. In Amniota is een vergelijkbare mesendodermpopulatie gepostuleerd op basis van de gelijktijdige expressie van endoderm- en mesodermmerkers in de voorste streep., en de observatie dat bepaalde signaalcascades beide typen cellen induceren . In de ruimte hebben endodermale/mesendodermale voorlopercellen de neiging zich in de voorste streep te bevinden, terwijl mesodermale voorlopercellen zich uitstrekken tot de achterste streep. Het traceren van afzonderlijke cellijnen heeft echter nooit formeel het bestaan van bipotentiële cellen in Aminota aangetoond.